# Ferwerderadiel

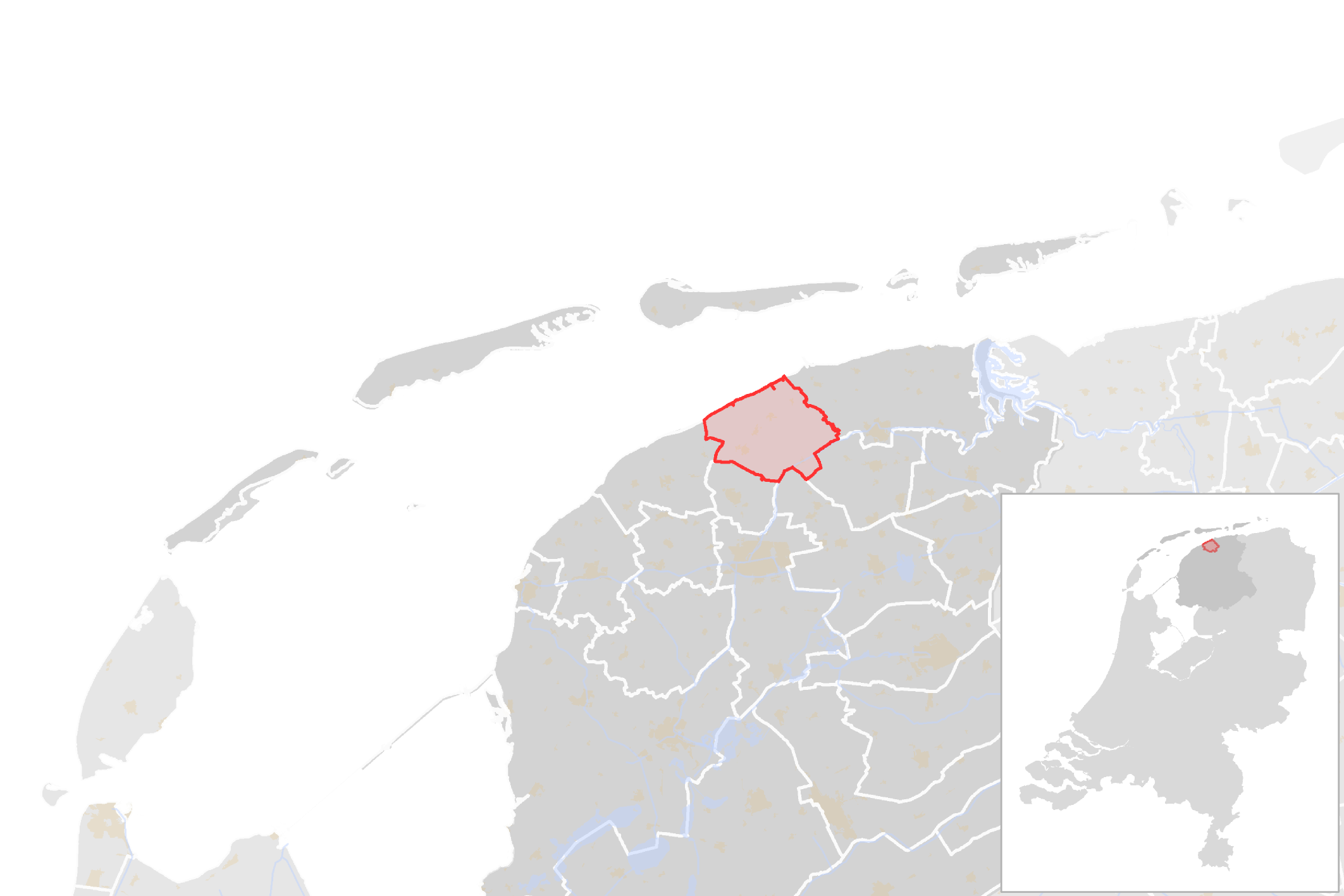
Município de Ferwerderadiel

Ferwerderadiel (frísio; em neerlandês: Ferwerderadeel) é um município da província da Frísia, nos Países Baixos. O município tem 8 681 habitantes (30 de abril de 2017, fonte: CBS) e abrange uma área de 133,18 km² (dos quais 35,47 km² de água).